# Ai no Kusabi
Ai no Kusabi (間の楔) là một tiểu thuyết tiếng Nhật do Rieko Yoshihara sáng tác. Ban đầu được đăng thường kỳ ở tạp chí yaoi Shousetsu June trong khoảng thời gian từ tháng 12 năm 1986 đến tháng 10 năm 1987, câu chuyện đã được tập hợp thành một cuốn tiểu thuyết bìa cứng phát hành tại Nhật Bản vào năm 1990. Câu chuyện tương lai này lấy bối cảnh ở một thế giới nơi những người Elite được giao nhiều tầng lớp xã hội khác nhau dựa trên màu tóc của họ ở thành phố Tanagura. Iason Mink, một "Blondie" cao cấp, tình cờ gặp Riki, một "Mongrel" tóc đen, và biến anh ta thành "Thú cưng", thứ mà Riki phẫn nộ. Khi Riki biết được những nguy hiểm mà Iason phải đối mặt bằng cách giữ anh ta, anh ta thấy mình nảy sinh tình cảm với chủ nhân. Tập trung vào mối quan hệ giữa Iason và Riki, Ai no Kusabi cũng khám phá các vấn đề của hệ thống đẳng cấp và loại trừ xã hội.
Cuốn tiểu thuyết được chuyển thể một phần thành phim hoạt hình gốc gồm hai tập (OVA) của Công ty Anime International (AIC), với tập đầu tiên được phát hành vào tháng 8 năm 1992 và lần thứ hai vào tháng 5 năm 1994. Vào tháng 11 năm 1993, một bộ phim âm thanh mang tên Erogenous Dark là phát hành tập trung vào một khoảng thời gian chưa được khám phá trong tiểu thuyết gốc. Bản chuyển thể OVA 12 tập mới, cũng từ AIC, đã được lên kế hoạch bắt đầu phát hành tại Nhật Bản vào mùa xuân năm 2010, nhưng đã bị hủy vì lý do tài chính. Dự án đã được chọn lại và được phát hành vào ngày 18 tháng 1 năm 2012. Tuy nhiên, bộ phim một lần nữa bị ngừng lại sau bốn tập.
Cuốn tiểu thuyết được cấp phép phát hành tiếng Anh ở Bắc Mỹ bởi Digital Manga Publishing (DMP)., đã xuất bản cuốn tiểu thuyết qua một bộ tám tập.